# Arkys gracilis
Espèce
Arkys gracilis est une espèce d'araignées aranéomorphes de la famille des Arkyidae.

## Distribution
Cette espèce est endémique du Queensland en Australie. Elle se rencontre dans le parc national de Lamington.

## Description
La carapace du mâle holotype mesure 2,0 mm de long sur 1,6 mm et l'abdomen 2,4 mm de long sur 2,2 mm et la carapace de la femelle paratype mesure 1,8 mm de long sur 1,5 mm.

## Publication originale
- Heimer, 1984 : Remarks on the spider genus Arcys Walckenaer, 1837, with description of new species (Araneae, Mimetidae). Entomologische Abhandlungen, Staatliches Museum für Tierkunde Dresden, vol. 47, p. 155-178.